# SWF
SWF (inicialmente, abreviación de Shockwave Flash y, posteriormente, retroacrónimo de Small Web Format —‘Formato Web Pequeño’— para evitar confusiones con Shockwave, del que deriva) es un formato de archivo de gráficos vectoriales creado por la empresa Macromedia (actualmente Adobe Systems). 
Básicamente, es un formato vectorial, aunque también admite bitmaps, con posibilidades de animación. También admite programación mediante el lenguaje ActionScript. Los archivos SWF suelen ser suficientemente pequeños para ser publicados en la World Wide Web en forma de animaciones o applets con diversas funciones y grados de interactividad.
Los archivos SWF pueden ser creados por el programa Adobe Animate (antes Flash), aunque hay otras aplicaciones que también lo permiten, entre ellas, softwares libres como MTASC o SWFTools. Solían ser ejecutados en los navegadores mediante el plugin Adobe Flash Player, aunque también pueden ser encapsulados para ejecutarse de forma autónoma. 

## Descripción
Los archivos SWF pueden ser generados por diversidad de aplicaciones, aunque el programa original, Adobe Flash Professional, utiliza un formato que puede editarse, con extensión ".fla", con los que el usuario trabaja, y que después compila y comprime en SWF. Están constituidos principalmente por dos elementos: objetos basados en vectores, e imágenes. Aunque también incorporan audio y video (en diferentes formatos Flash Video), y multitud de formas diferentes de interacción con el usuario. 
El objetivo principal del formato SWF es crear archivos pequeños, pero que permitan la interactividad y funcionen en cualquier plataforma, aun sobre un ancho de banda reducido (como un navegador web conectado a través de un módem). 
El formato es bastante simple, si bien es cierto que está en formato binario y, por lo tanto, no es de lectura accesible, como el SVG (estándar abierto basado en XML, recomendación del W3C). SWF ha utilizado la compresión Zlib desde 2002 y, en general, el objetivo del formato es almacenar todos los datos usando el menor número de bits, minimizando la redundancia.
Para su ejecución en navegadores, Adobe ofrecía Flash Player para ser utilizado en diferentes sistemas operativos, incluido Microsoft Windows, Apple Macintosh y Linux. Este plugin estaba instalado en un 99% de los ordenadores de los usuarios en el momento de su mayor auge. El 31 de diciembre de 2020, Adobe dejó de dar soporte a Flash Player y apostó por estándares web como HTML5 o WebGL.

## Licencia
La especificación completa del formato está disponible. Hasta el 1 de mayo de 2008 el formato no era totalmente abierto: reproducir el formato no estaba permitido por la especificación de la licencia. En esa fecha, como parte de su Open Screen Project, Adobe eliminó tales restricciones sobre los formatos SWF y FLV. 
Por otro lado, la creación de software que sea capaz de crear archivos SWF sí está permitida con la condición de que el archivo resultante pueda ser renderizado, sin problemas, por la última versión pública del reproductor de Adobe (antes Macromedia).